# Protokół T=0
Protokół T=0 – półdupleksowy protokół używany do komunikacji ze stykową kartą procesorową (elektroniczną), został zdefiniowany w normie ISO 7816-3. Najmniejszą jednostką danych, po której można wykryć błąd transmisji, to bajt (po każdym bajcie wysyłany jest bit parzystości). W przypadku błędu bitu parzystości transmisja bajtu jest powtarzana. Protokół T=0 należy do protokołów drugiej warstwy modelu OSI (warstwa łącza danych), choć zawiera w sobie także elementy warstwy siódmej (warstwy aplikacji) - pola SW1 i SW2 w odpowiedzi stanowią informację zwrotną dla czytnika o wykonaniu polecenia na karcie.